# آدامانتیوس آندروتسوپولوس
آدامانتیوس آندروتسوپولوس (یونانی: Αδαμάντιος Ανδρουτσόπουλος؛ ۲۰ اوت ۱۹۱۹ – ۱۰ نوامبر ۲۰۰۰) یک سیاست‌مدار و وکیل اهل یونان بود.